# Суфражетки
Суфражетките (на английски: suffragettes, от suffrage – избирателно право) са участнички в движението за предоставяне на избирателни права на жените, наречено суфражизъм.
Движението се развива от края на 19 и началото на 20 век, основно във Великобритания и Съединените американски щати.
Освен за правото на участие в избори, движението се бори и против дискриминацията на жените в политическия и икономическия живот.
Суфражетките активно провеждали протести в подкрепа на исканията си, предимно с мирни методи на граждански протест.
Емелин Панкхърст е виден деец и водач на британското движение на суфражетките.
- Суфражистки протестират пред Белия дом, Вашингтон, САЩ, 1917 г.
- Парад на суфражетки, Ню Йорк, САЩ, 1912 г.